# Перевернута Дженні

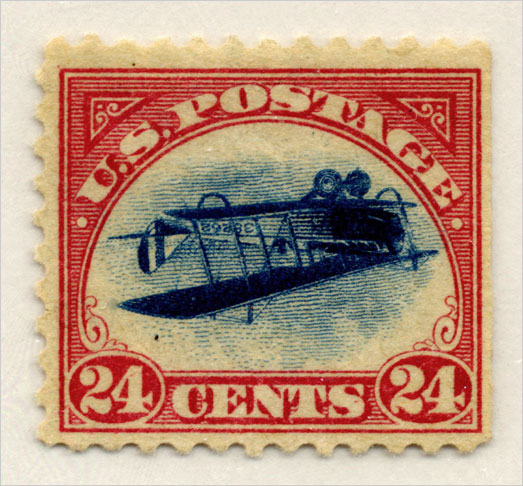
Перевернута Дженні

«Перевернута Дженні» — філателістична назва поштової марки США 1918 року, у якої зображення літака Curtiss JN-4 Jenny в центрі малюнка помилково надруковано догори ногами. Можливо, це найвідоміша марка з помилкою в американській філателії.

## Філателістична цінність
За різними даними, було виявлено від 80 до 100 ексезмлярів марки з помилкою, що зробило її однією з найдорожчих у всій філателії. «Перевернута Джені» була продана на аукціоні Роберта Сигела (англ. Robert A. Siegel) в червні 2005 року за $525 тис. На аукціоні Роберта Сигела в жовтні 2005 року також був проданий квартблок з чотирьох «Перевернутих Дженні» за $2,7 млн. В листопаді 2007 року одиночна «Дженні» була куплена на тому ж аукціоні за $977 тис.

## Історія
У 1910-ті роки поштове відомство США в порядку експерименту зробило ряд спроб перевезення пошти по повітрю і 15 травня 1918 року вирішило відкрити регулярні авіарейси між Вашингтоном, Філадельфією і Нью-Йорком. Поштове відомство встановило тариф у розмірі 24 цента, який був набагато вище, тарифу, що діяв, в 3 центи за пересилку для пошти першого класу, і вирішило випустити нову марку спеціально для цього тарифу, віддруковану в патріотичних червоно-синіх кольорах із зображенням біплану, вибраного для перевезення пошти.
Нова марка розроблялася і друкувалася у великому поспіху: гравірування було почато 4 травня, а марка була віддрукована 10 травня (в п'ятницю) листами по 100 марок (на відміну від звичайної практики друку по 400 марок з подальшим розрізанням на 100-марочні листи). Оскільки марка друкувалася в двох кольорах, то кожен лист пропускався через друкарський верстат двічі. Це потенційно сприяючий помилкам процес вже приводив до появи переверток на марках в 1869 і 1901 роках. При цьому в процесі виготовлення були виявлені і знищені три неправильно надрукованих листа. Вважається, що тільки один неправильно надрукований лист з 100 марок залишився непоміченим, і філателісти в подальші роки намагалися його знайти.
Перші марки поступили в поштові відділення в понеділок 13 травня. Знаючи про можливість появи переверток, ряд колекціонерів зайшли в місцеві поштові відділення, щоб придбати нові марки і подивитися, чи не знайдеться серед них марки з помилками друку. Одним з них був колекціонер Вільям Т. Робі. Він писав одному зі своїх друзів 10 травня, що «варто було б пошукати перевертки». 14 травня Робі зайшов на пошту, щоб купити нові марки і, як він писав потім, коли поштовий службовець дістав лист переверток, «у мене завмерло серце». Він сплатив за лист і попросив показати йому інші, але всі вони були звичайними.
Відомості про подальші події розходяться. Робі згодом давав три різних виклади подій. Він почав зв'язуватися як з торговцями марками, так і з журналістами, щоб розповісти їм про свою знахідку. Через тиждень, протягом якої були відвідини поштових інспекторів і приховування від них листа перевертань, Робі продав лист відомому торговцеві марками Юджіну Клейну з Філадельфії за 15 тисяч доларів. Клейн тут же перепродав лист «Полковникові» Гріну (англ. H. R. Green), синові Хеті Грін (англ. Hetty Green), за 20 тисяч доларів.
Клейн порадив Гріну, що марки коштуватимуть дорожче окремо, чим в цілому листі. Грін розділив лист на один блок з восьми марок, декілька квартблоків, а решта марок була продана окремо по 250 доларів за штуку. Грін залишив собі приблизно 38 переверток, включаючи ту, яку він помістив в медальйон, дарований їм дружині. Вперше цей медальйон був виставлений на продаж під час розпродажу раритетів на аукціоні Сигела (англ. Siegel Auction Galleries), проведеною 18 травня 2002 року. Він не був проданий на аукціоні, але в пресі філателії повідомлялося, що пізніше був проведений закритий продаж за ціною, що залишилася невідомою.
При розпродажі колекції Гріна в 1942—1945 роках блок з восьми марок був придбаний торговцем з Нью-Йорка Соуреном, який розділив його на два квартблока. Одін з них був згодом придбаний університетом в Принстоні, у зв'язку з чим отримав серед філателістів назву «Принстонський блок». У листопаді 1977 року цей блок був проданий групі покупців за 220 тисяч доларів
Каталожна ціна центрального блоку — 600 тисяч доларів США.

## Рідкісний обмін

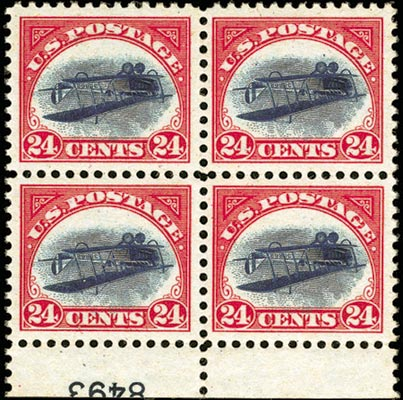
Квартблок «Перевернутих Дженні»

В кінці жовтня 2005 року анонімним (в той момент) покупцем був придбаний унікальний квартблок з номером пластини за 2,97 млн доларів. Покупцем виявився американський фінансист Білл Гросс. Незабаром після покупки «Перевернутих Дженні» він проміняв його Дональду Сандмену, президентові компанії англ. Mystic Stamp Company і філателістичному дилерові, за один з двох відомих екземплярів одноцентовика США «англ. Z Grill». Зробивши цей обмін, Гросс став власником єдиної повної колекції марок США XIX століття.

## Знахідка 2006 року

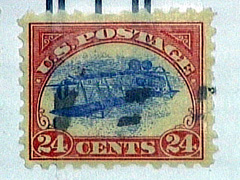
Підробна «Перевернута Дженні», наклеєна на конверт з бюлетнем заочного голосування

У листопаді 2006 року співробітники виборчої комісії округа Бровард (штат Флорида) заявили про знахідку екземпляра «Перевернутої Дженні» на конверті з бюлетнем заочного голосування. Відправник не вказав своїх даних у бюлетені, через що бюлетень був визнаний недійсним.
Вивчивши цифрову фотографію цієї марки, Пітер Мастранджело, директор пенсільванського Американського суспільства філателії заявив: «На нашу думку, на основі того, що ми побачили, ця марка викликає сумніви, зараз ми вважаємо, що це копія». Він сказав, що для повної впевненості потрібний особистий огляд, але за всіма ознаками марка підроблена: «Верхня і нижня зубцівка не відповідають нашим контрольним зразкам. Відтінок синього кольору збігається з кольором підробки».
13 листопада 2006 року, літній житель міста Сарасота у Флориді зв'язався з каналом англ. SNN News 6, стверджуючи, що саме він відправив бюлетень поштою. За словами Дена Джакобі, він використовував коммеморативну марку вартістю близько 50 центів.
4 грудня 2006 року підтвердилося, що марка, наклеєна на бюлетені, була підробленою. В приміщенні виборчої комісії округу Бровард у Флориді експерти вивчили марку і вирішили, що спосіб друку і зубцовка з боків марки доводять, що марка фальшива.

## «Перевернута Дженні» в культурі
- У фільмі «Мільйони Брюстера» (1985), головному героєві Брюстеру (Річард Прайор), за умовами угоди, яка мала багато обмежень, необхідно було витратити тридцять мільйонів доларів за тридцять днів. За дотриманням цієї угоди, була створена спеціальна комісія. Брюстер, якому потрібно було щонайшвидше витратити ці гроші, знайшов оригінальне, і в теж час комічне рішення: у філателістичного магазині він придбав «Перевернуту Дженні» за 1,25 мільйона доларів, наклеїв її на вітальну листівку, і тут же відправив поштою.
- Журнал Mad надрукував окремим виданням в м'якій палітурці книгу «MAD about Stamps» («MAD про марки»). У ній представлені репродукції різних поштових марок, до яких додані фрази у вигляді филактерів[10]. На сторінці, відведеній нормальним маркам з «Дженні», є і перевертки. При цьому літак розташований правильною стороною вгору і вимовляє: «Ну, хто тут жартівник?».
- У творі Рона Роя «Порожній конверт» (п'ята книга серії «Тайни від A до Z») немолода жінка краде «Перевернуту Джені», але, врешті-решт, марка знаходиться.
- У одному з епізодів мультсериалу «Сімпсони» — «Перукарський квартет Гомера» (англ. Homer's Barbershop Quartet[en]) — Гомер Сімпсон на розпродажі, уважно проглядаючи вміст коробки з речами за 5 центів, серед інших схожих рідких скарбів, знаходить «Перевернуту Джені» і відкидає її убік із словами: «Пф, літак вверх ногами».
- У романі Сідні Шелдона «Якщо настане завтра» (1985) Трейсі та Джефф розглядають «Перевернуту Дженні» на з'їзді філателістів в Амстердамі. Джефф каже, що ціна цієї марки 75 тисяч доларів, і з ним згоджується охоронець виставки, завзятий філателіст.